# Auxa obliquata
Auxa obliquata là một loài bọ cánh cứng trong họ Cerambycidae.